# Jean-Philippe Côté
Jean-Philippe Côté, född 22 april 1982, är en kanadensisk professionell ishockeyspelare som spelar för Tampa Bay Lightning i NHL. Han har tidigare spelat på NHL–nivå för Montreal Canadiens och på lägre nivåer för Syracuse Crunch, Norfolk Admirals, Wilkes-Barre Scranton Penguins och Hamilton Bulldogs i AHL, Ontario Reign i ECHL och Acadie-Bathurst Titan, Cape Breton Screaming Eagles och Remparts de Québec i QMJHL.
Côté draftades i nionde rundan i 2000 års draft av Toronto Maple Leafs som 265:e spelare totalt.
Han vann Stanley Cup för säsongen 2020–2021.
Han är son till den före detta NHL-spelaren Alain Côté.